# Sarang-ui ondo
Sarang-ui ondo (사랑의 온도?; lett. "La temperatura dell'amore"), anche nota con il titolo internazionale Temperature of Love, è una serie televisiva sudcoreana trasmessa su SBS TV dal 18 settembre al 21 novembre 2017, tratta dal romanzo del 2014 Chakhan Seupeuneun jeonhwareul batji anneunda (lett. "Zuppa Buona non risponde mai al telefono") della sceneggiatrice Ha Myung-hee.
La serie si è aggiudicata un Grimae Award come miglior attrice alla protagonista Seo Hyun-jin, mentre Yang Se-jong è stato riconosciuto come miglior attore emergente a SBS Drama Award, Baeksang Arts Award e APAN Star Award.

## Trama
Usando gli pseudonimi "Jane" e "Zuppa Buona", l'aspirante sceneggiatrice Lee Hyun-soo e lo chef stellato On Jung-seong si incontrano online e poi nella vita reale, ma rischiano di dividersi a causa delle loro carriere diverse.

## Personaggi e interpreti
- Lee Hyun-soo "Jane", interpretata da Seo Hyun-jin
- On Jung-seon "Zuppa Buona", interpretato da Yang Se-jong
- Park Jung-woo, interpretato da Kim Jae-wook
- Ji Hong-ah, interpretata da Jo Bo-ah

## Produzione
I ruoli principali erano stati inizialmente offerti a Park Bo-gum e Song Hye-kyo, che hanno declinato. Seo Hyun-jin e Yang Se-jong avevano già lavorato insieme nel 2016 in Nangman doctor Kim Sa-bu.